# Mohan Narayan Rao Samant
Đại tá Hải quân Mohan Narayan Rao Samant, MVC (1930-2019) là một sĩ quan Hải quân Ấn Độ, ông đã được trao giải Maha Vir Chakra, giải thưởng dũng cảm thời chiến tranh có giá trị cao thứ hai của Ấn Độ. Samant đóng một vai trò quan trọng trong chiến dịch bí mật mang tên Chiến dịch chỉ huy hải quân X, được tổ chức và tiến hành năm 1971 trong Chiến tranh giải phóng Bangladesh. Samant cũng từng là sĩ quan chỉ huy đầu tiên của tàu ngầm INS Karanj sau khi được bổ nhiệm vào vị trí đó vào năm 1969. Sau khi chiến tranh năm 1971 kết thúc, ông trở thành Chỉ huy trưởng Hải quân đầu tiên của Hải quân Bangladesh vừa mới thành lập.

## Đầu đời
Samant sinh năm 1930. Ông có một ngôi nhà ở Pune, Maharashtra.

## Binh nghiệp
Vào năm 1969, Samant được Hải quân Ấn Độ bổ nhiệm làm chỉ huy tàu ngầm INS Karanj.
Năm 1971, ông trở thành sĩ quan trực thuộc Bộ Tư lệnh Hải quân Miền Đông của Hải quân Ấn Độ. Trong thời gian này, ông bắt đầu hoạt động bí mật. Vào tháng 4 năm 1971, trước khi Chiến tranh Ấn Độ-Pakistan năm 1971 bùng nổ, Bộ Tư lệnh Hải quân (X) đã bắt đầu đào tạo hơn 400 sinh viên đại học người Bengal với 8 tàu ngầm làm lực lượng chiến tranh trên biển, thực hiện các hoạt động bí mật tại Đông Pakistan. Những người lính được huấn luyện để bơi với khả năng mang theo mìn limpet và sử dụng chúng để phá hủy tàu vận tải của Pakistan. Samant đã tham gia vào khóa huấn luyện này, và là Sĩ quan Tham mưu, G1 của Bộ Tư lệnh Tác chiến Hải quân (X).

### Chiến tranh giải phóng Bangladesh năm 1971

#### Chiến dịch X
Chiến dịch X là một chiến dịch bí mật do Hải quân Ấn Độ chỉ huy trong Chiến tranh giải phóng Bangladesh năm 1971. Chiến dịch liên quan đến việc tấn công các tàu hàng hải trên đường đến Đông Pakistan nhằm cắt đứt hậu cần và tiếp tế cho các lực lượng Pakistan ở Đông Pakistan, do đó hỗ trợ hiệu quả việc chiến đấu của Quân đội Ấn Độ trên đất liền. Chiến dịch này có sự tham gia của những lính chiến trên biển được Samant và các đồng nghiệp của ông huấn luyện trước Chiến tranh.
Chỉ có ba sĩ quan hải quân và Thủ tướng Ấn Độ biết đầy đủ về chiến dịch này. Trung tá Hải quân Samant (sau thăng Đại tá Hải quân) là một trong số họ và là người chịu trách nhiệm điều hành chiến dịch X. Hai sĩ quan còn lại là Đô đốc Sardarilal Mathradas Nanda, nguyên Tư lệnh Hải quân Ấn Độ, và Đại tá Hải quân Mihir Kumar Roy, nguyên Giám đốc Tình báo Hải quân Ấn Độ.
Một số lượng khoảng 60.000 tấn hàng tiếp tế vận chuyển trong Chiến dịch Jackpot bị đánh chìm, được thực hiện bởi 176 binh sĩ dưới sự chỉ huy của Samant.
Nhìn chung, hoạt động này gây ra khoảng 100.000 tấn vận chuyển hậu cần và cung ứng bị chìm hoặc hư hỏng và không thể tái sử dụng; chiến dịch này nổi lên như một hoạt động hàng hải bí mật lớn nhất trong lịch sử, lớn hơn những hoạt động được thực hiện trong Chiến tranh Việt Nam và Thế chiến thứ hai.

### Tham mưu trưởng đầu tiên của Hải quân Bangladesh
Sau khi chiến tranh giải phóng Bangladesh thành công, Samant trở thành Chỉ huy trưởng Hải quân đầu tiên của Hải quân Bangladesh mới được thành lập và được trao tặng danh hiệu 'Người bạn của cuộc chiến giải phóng'. Ông tại vị cho đến đầu năm 1972 khi Đại tá Hải quân Nurul Huq kế nhiệm chức vụ này.

## Cuộc sống sau này và qua đời
Samant nghỉ hưu vào ngày 22 tháng 7 năm 1974. Ông qua đời sau khi bị ngừng tim ở tuổi 89 vào ngày 20 tháng 3 năm 2019 lúc 11 h 53' theo giờ địa phương sáng tại Bệnh viện Arogya Nidhi nằm ở ngoại ô Mumbai. Ông được tổ chức một đám tang quân sự.

## Maha Vir Chakra
Samant đã được trao giải Maha Vir Chakra, giải thưởng dũng cảm có giá trị lớn thứ hai của Ấn Độ vào năm 1971.
Nguyên văn của giải thưởng này như sau:
Thông cáo: 18 Pres/72,12-2-72
Điều hành: 1971 Cactus Lily
Ngày trao giải: 1971
TUYÊN DƯƠNG

TRUNG TÁ HẢI QUÂN MOHAN NARAYAN RAO SAMANT (00124-F)
Trung tá hải quân Mohan Narayan Rao Samant là sĩ quan cao cấp của một lực lượng bao gồm một phi đội lớn, người thực hiện hầu hết các cuộc tấn công táo bạo và rất thành công vào quân thù ở Mongla và Khulna. Ông đã điều động Phi đội của mình đi qua một tuyến đường nguy hiểm và xa lạ, Chỉ huy Samant hoàn toàn bất ngờ và đánh bật quân địch ở Mongla, và gây ra tổn thất rất nặng nề cho quân địch. Chỉ huy Samant sau đó đã tiến hành tấn công Khulna để tiêu diệt kẻ thù đang cố thủ bằng sức mạnh trong cảng. Một cuộc chiến nảy lửa xảy ra sau đó, trong đó lực lượng phải chịu các cuộc không kích không ngừng. Hai chiếc thuyền thuộc về Mukti Bahini hoạt động kết hợp cùng với Lực lượng đã bị đánh chìm. Ông hoàn toàn không để ý đến sự an toàn cá nhân của mình, viên cảnh sát không chỉ tìm được một số lượng lớn những người sống sót mà còn kiên trì tấn công dữ dội vào kẻ thù với kết quả tàn khốc về phía địch. Chỉ huy Samant đã có một số cơ hội trốn thoát, nhưng từ chối rút về vùng biển an toàn hơn. Bằng tấm gương cá nhân và phẩm chất lãnh đạo cao, Chỉ huy Samant đã truyền cảm hứng cho người của mình vươn lên và chiến đấu một cách dũng cảm nhất.

Trong tất cả các hoạt động, Chỉ huy Mohan Narayan Rao Samant thể hiện sự ga lăng, cống hiến và lãnh đạo mà ai cũng có thể thấy được.

## Đời tư
Ông kết hôn với Nirmala Mohan Samant và có ba người con gái, họ là:
- Ujwala (sinh ngày 10 tháng 6 năm 1961)[1]
- Natasha (sinh ngày 28 tháng 2 năm 1967)[1]
- Meghana (sinh ngày 28 tháng 1 năm 1974)[1]

## Sách
Samant là đồng tác giả cuốn sách Operation X: The Untold Story of India's Covert Naval War in East Pakistan cùng với Sandeep Unnithan.